# Baudouin Prot
Baudoin Prot (Parigi, 24 maggio 1951) è un imprenditore francese.
Prot ha studiato all'HEC Paris e all'École nationale d'administration (ENA). Dal 1974 al 1983, Prot è stato viceprefetto della regione Franca Contea e ispettore generale delle finanze. Nel 1983 Prot passò alla banca francese BNP. Dopo la fusione di BNP con la banca francese Paribas nel 2000, Prot divenne presidente di BNP Paribas nel 2003. Il 1º dicembre 2014 cedette il suo incarico di CEO a Jean Lemierre. Nell'aprile 2010, Prot è diventato Ufficiale della Legion d'Onore.